# ديفيد سي. شابيرو
ديفيد سي. شابيرو هو طبيب أسنان وسياسي أمريكي، ولد في 16 فبراير 1925، وتوفي في 1 أغسطس 1981. نشط حزبياً في الحزب الجمهوري. وقد انتخب عضو مجلس نواب إلينوي ‏.